# Samenstelling Belgische Senaat 1988-1991
De lijst van leden van de Belgische Senaat van 1988 tot 1991. De Senaat telde toen 184 zetels. Bij de verkiezingen van 13 december 1987 werden 106 senatoren rechtstreeks verkozen. Het federale kiesstelsel was toen gebaseerd op algemeen enkelvoudig stemrecht voor alle Belgen van 18 jaar en ouder, volgens een systeem van evenredige vertegenwoordiging op basis van de Methode-D'Hondt, gecombineerd met een districtenstelsel. Er waren daarnaast ook 51 provinciale senatoren, aangeduid door de provincieraden en 26 gecoöpteerde senatoren. Tevens was er een senator van rechtswege.
De legislatuur liep van 5 januari 1988 tot 17 oktober 1991. Tijdens deze legislatuur was de regering-Martens VIII in functie, die steunde op een meerderheid van christendemocraten (CVP/PSC), socialisten (SP/PS) en de Volksunie. De oppositie bestond dus uit PRL, PVV, Ecolo, Agalev, FDF/PPW en Vlaams Blok. Nadat deze regering in september 1991 viel, trad de regering-Martens IX in functie en werden in november 1991 vervroegde verkiezingen gehouden.

## Samenstelling
| Fractie | Fractie     | Rechtstr. | Prov. | Gec. | Totaal |
| ------- | ----------- | --------- | ----- | ---- | ------ |
|         | CVP         | 22        | 11    | 6    | 39     |
|         | PS          | 20        | 11    | 5    | 36     |
|         | SP          | 17        | 8     | 4    | 29     |
|         | PRL         | 12        | 6     | 3    | 21     |
|         | PVV         | 11        | 4     | 3    | 18     |
|         | PSC         | 9         | 5     | 2    | 16     |
|         | Volksunie   | 8         | 4     | 1    | 13     |
|         | Agalev      | 3         | 1     | 1    | 5      |
|         | Ecolo       | 2         | 0     | 1    | 3      |
|         | FDF/PPW     | 1         | 1     | 0    | 2      |
|         | Vlaams Blok | 1         | 0     | 0    | 1      |

## Lijst van de senatoren
| Senator                        | Partij      | Aanduiding                   | Kieskring                                   | Provincie       | Taalgroep  | Opmerkingen |
| ------------------------------ | ----------- | ---------------------------- | ------------------------------------------- | --------------- | ---------- | --- |
| Frank Swaelen                  | CVP         | Rechtstreeks gekozen senator | Antwerpen                                   | -               | Nederlands | Vanaf 11 oktober 1988 parlementsvoorzitter en voorzitter van de commissie Herziening van de Grondwet en Hervorming der Instellingen. |
| Herman Suykerbuyk              | CVP         | Rechtstreeks gekozen senator | Antwerpen                                   | -               | Nederlands | |
| Ludo Dierickx                  | Agalev      | Rechtstreeks gekozen senator | Antwerpen                                   | -               | Nederlands | |
| Isidore Egelmeers              | SP          | Rechtstreeks gekozen senator | Antwerpen                                   | -               | Nederlands | Vervangt vanaf 9 januari 1990 Jos Wijninckx, die uit de nationale politiek stapt. Daarvoor was hij tot 8 januari 1990 provinciaal senator. Egelmeers is quaestor en voorzitter van de commissie Sociale Aangelegenheden, zijn voorganger Jos Wijninckx was tot 11 oktober 1988 voorzitter van de SP-fractie en tot 1 januari 1990 voorzitter van de commissie Ontwikkelingssamenwerking. |
| Marcel Schoeters               | SP          | Rechtstreeks gekozen senator | Antwerpen                                   | -               | Nederlands | |
| Jos De Bremaeker               | SP          | Rechtstreeks gekozen senator | Antwerpen                                   | -               | Nederlands | |
| Jacky Buchmann                 | PVV         | Rechtstreeks gekozen senator | Antwerpen                                   | -               | Nederlands | |
| Jozef Bosmans                  | PVV         | Rechtstreeks gekozen senator | Antwerpen                                   | -               | Nederlands | |
| Wim Verreycken                 | Vlaams Blok | Rechtstreeks gekozen senator | Antwerpen                                   | -               | Nederlands | Vervangt vanaf 29 juni 1989 Karel Dillen, die lid wordt van het Europees Parlement. |
| André De Beul                  | Volksunie   | Rechtstreeks gekozen senator | Antwerpen                                   | -               | Nederlands | Vervangt vanaf 5 januari 1988 Oktaaf Meyntjens, die provinciaal senator wordt. |
| Guido Verhaegen                | CVP         | Rechtstreeks gekozen senator | Mechelen-Turnhout                           | -               | Nederlands | |
| Robert Van Rompaey             | CVP         | Rechtstreeks gekozen senator | Mechelen-Turnhout                           | -               | Nederlands | |
| Jos De Seranno                 | CVP         | Rechtstreeks gekozen senator | Mechelen-Turnhout                           | -               | Nederlands | Quaestor. |
| Jozef Van Eetvelt              | CVP         | Rechtstreeks gekozen senator | Mechelen-Turnhout                           | -               | Nederlands | |
| Lydia Maximus                  | SP          | Rechtstreeks gekozen senator | Mechelen-Turnhout                           | -               | Nederlands | Vervangt vanaf 8 november 1990 Hugo Adriaensens, die voltijds burgemeester van Willebroek wordt. |
| Arnold Van Aperen              | PVV         | Rechtstreeks gekozen senator | Mechelen-Turnhout                           | -               | Nederlands | |
| Walter Luyten                  | Volksunie   | Rechtstreeks gekozen senator | Mechelen-Turnhout                           | -               | Nederlands | |
| Jean-François Vaes             | Ecolo       | Rechtstreeks gekozen senator | Brussel                                     | -               | Frans      | |
| Jos Chabert                    | CVP         | Rechtstreeks gekozen senator | Brussel                                     | -               | Nederlands | |
| Georges Cardoen                | CVP         | Rechtstreeks gekozen senator | Brussel                                     | -               | Nederlands | |
| Mia Panneels-Van Baelen        | CVP         | Rechtstreeks gekozen senator | Brussel                                     | -               | Nederlands | Secretaris. |
| Roger De Wulf                  | SP          | Rechtstreeks gekozen senator | Brussel                                     | -               | Nederlands | |
| Robert Garcia                  | SP          | Rechtstreeks gekozen senator | Brussel                                     | -               | Nederlands | |
| Jan Bascour                    | PVV         | Rechtstreeks gekozen senator | Brussel                                     | -               | Nederlands | |
| François Guillaume             | PS          | Rechtstreeks gekozen senator | Brussel                                     | -               | Frans      | |
| Roger Lallemand                | PS          | Rechtstreeks gekozen senator | Brussel                                     | -               | Frans      | Voorzitter van de PS-fractie tot 10 maart 1988, van 10 maart tot 10 mei 1988 parlementsvoorzitter en voorzitter van de commissie Herziening van de Grondwet en Hervorming der Instellingen en vanaf 10 mei 1988 opnieuw voorzitter van de PS-fractie. Lallemand is tevens voorzitter van de commissie Justitie.                                                                          |
| Serge Moureaux                 | PS          | Rechtstreeks gekozen senator | Brussel                                     | -               | Frans      | |
| Jef Valkeniers                 | Volksunie   | Rechtstreeks gekozen senator | Brussel                                     | -               | Nederlands | Secretaris tot 9 mei 1988, vanaf 8 september 1990 voorzitter van de Volksunie-fractie en vanaf 12 juli 1991 voorzitter van de commissie Buitenlandse Handel. |
| Henri Simonet                  | PRL         | Rechtstreeks gekozen senator | Brussel                                     | -               | Frans      | |
| Paul Hatry                     | PRL         | Rechtstreeks gekozen senator | Brussel                                     | -               | Frans      | Voorzitter van de commissie Economische Aangelegenheden. |
| Jacques Vandenhaute            | PRL         | Rechtstreeks gekozen senator | Brussel                                     | -               | Frans      | Voorzitter van de commissie Landbouw en Middenstand tot 17 mei 1988. |
| Edouard Poullet                | PSC         | Rechtstreeks gekozen senator | Brussel                                     | -               | Frans      | |
| Georges Désir                  | FDF/PPW     | Rechtstreeks gekozen senator | Brussel                                     | -               | Frans      | |
| Gaston Geens                   | CVP         | Rechtstreeks gekozen senator | Leuven                                      | -               | Nederlands | |
| Guido Janzegers                | Agalev      | Rechtstreeks gekozen senator | Leuven                                      | -               | Nederlands | |
| André Schellens                | SP          | Rechtstreeks gekozen senator | Leuven                                      | -               | Nederlands | |
| Mandus Verlinden               | PVV         | Rechtstreeks gekozen senator | Leuven                                      | -               | Nederlands | Vervangt vanaf 16 mei 1991 de overleden Georges Sprockeels. |
| Willy Kuijpers                 | Volksunie   | Rechtstreeks gekozen senator | Leuven                                      | -               | Nederlands | Vervangt vanaf 31 juli 1989 Roger Blanpain, die uit ontevredenheid ontslag neemt. |
| Jacky Marchal                  | PS          | Rechtstreeks gekozen senator | Nijvel                                      | -               | Frans      | |
| Charles Aubecq                 | PRL         | Rechtstreeks gekozen senator | Nijvel                                      | -               | Frans      | |
| Lucien Glibert                 | PRL         | Rechtstreeks gekozen senator | Nijvel                                      | -               | Frans      | |
| Edgard Hismans                 | PS          | Rechtstreeks gekozen senator | Bergen-Zinnik                               | -               | Frans      | |
| Willy Taminiaux                | PS          | Rechtstreeks gekozen senator | Bergen-Zinnik                               | -               | Frans      | |
| Jean Gevenois                  | PS          | Rechtstreeks gekozen senator | Bergen-Zinnik                               | -               | Frans      | |
| Pierre Mainil                  | PSC         | Rechtstreeks gekozen senator | Bergen-Zinnik                               | -               | Frans      | |
| Pol-Gustave Boël               | PRL         | Rechtstreeks gekozen senator | Bergen-Zinnik                               | -               | Frans      | |
| Denise Nélis                   | Ecolo       | Rechtstreeks gekozen senator | Charleroi-Thuin                             | -               | Frans      | |
| Théophile Toussaint            | PS          | Rechtstreeks gekozen senator | Charleroi-Thuin                             | -               | Frans      | Ondervoorzitter vanaf 16 mei 1988. |
| René Borremans                 | PS          | Rechtstreeks gekozen senator | Charleroi-Thuin                             | -               | Frans      | |
| Nestor-Hubert Pécriaux         | PS          | Rechtstreeks gekozen senator | Charleroi-Thuin                             | -               | Frans      | Voorzitter van de commissie Landsverdediging. |
| Fernand Antoine                | PSC         | Rechtstreeks gekozen senator | Charleroi-Thuin                             | -               | Frans      | |
| Jacqueline Mayence-Goossens    | PRL         | Rechtstreeks gekozen senator | Charleroi-Thuin                             | -               | Frans      | |
| Guy Spitaels                   | PS          | Rechtstreeks gekozen senator | Doornik-Aat-Moeskroen                       | -               | Frans      | |
| Pierre Lenfant                 | PSC         | Rechtstreeks gekozen senator | Doornik-Aat-Moeskroen                       | -               | Frans      | |
| Arnaud Decléty                 | PRL         | Rechtstreeks gekozen senator | Doornik-Aat-Moeskroen                       | -               | Frans      | |
| Jean-Maurice Dehousse          | PS          | Rechtstreeks gekozen senator | Luik                                        | -               | Frans      | |
| Freddy Donnay                  | PS          | Rechtstreeks gekozen senator | Luik                                        | -               | Frans      | |
| Gaston Paque                   | PS          | Rechtstreeks gekozen senator | Luik                                        | -               | Frans      | Quaestor. |
| Gustave Hofman                 | PS          | Rechtstreeks gekozen senator | Luik                                        | -               | Frans      | |
| Pierrette Cahay-André          | PSC         | Rechtstreeks gekozen senator | Luik                                        | -               | Frans      | Vervangt vanaf 7 maart 1989 Michel Hansenne, die directeur-generaal van de Internationale Arbeidsorganisatie wordt. |
| Philippe Monfils               | PRL         | Rechtstreeks gekozen senator | Luik                                        | -               | Frans      | |
| Janine Delruelle               | PRL         | Rechtstreeks gekozen senator | Luik                                        | -               | Frans      | Voorzitter van de PRL-fractie. |
| Robert Collignon               | PS          | Rechtstreeks gekozen senator | Hoei-Borgworm                               | -               | Frans      | Van 10 maart tot 10 mei 1988 voorzitter van de PS-fractie. |
| Yves de Seny                   | PSC         | Rechtstreeks gekozen senator | Hoei-Borgworm                               | -               | Frans      | |
| André Grosjean                 | PS          | Rechtstreeks gekozen senator | Verviers                                    | -               | Frans      | Voorzitter van de commissie Infrastructuur. |
| Pierre Wintgens                | PSC         | Rechtstreeks gekozen senator | Verviers                                    | -               | Frans      | Voorzitter van de PSC-fractie vanaf 18 april 1989. |
| Joseph Houssa                  | PRL         | Rechtstreeks gekozen senator | Verviers                                    | -               | Frans      | Vanaf 26 januari 1990 voorzitter van de commissie Landbouw en Middenstand. |
| Firmin Aerts                   | CVP         | Rechtstreeks gekozen senator | Hasselt-Tongeren-Maaseik                    | -               | Nederlands | |
| Lambert Kelchtermans           | CVP         | Rechtstreeks gekozen senator | Hasselt-Tongeren-Maaseik                    | -               | Nederlands | Ondervoorzitter tot 16 mei 1988 en parlementsvoorzitter en voorzitter van de commissie Herziening van de Grondwet en Hervorming der Instellingen van 16 mei tot 10 oktober 1988. |
| Maurice Didden                 | CVP         | Rechtstreeks gekozen senator | Hasselt-Tongeren-Maaseik                    | -               | Nederlands | |
| Guy Moens                      | SP          | Rechtstreeks gekozen senator | Hasselt-Tongeren-Maaseik                    | -               | Nederlands | |
| Julien Dufaux                  | SP          | Rechtstreeks gekozen senator | Hasselt-Tongeren-Maaseik                    | -               | Nederlands | Vervangt vanaf 2 februari 1989 de overleden Henri Knuts. |
| Alfons Op 't Eynde             | SP          | Rechtstreeks gekozen senator | Hasselt-Tongeren-Maaseik                    | -               | Nederlands | Secretaris. |
| Eloi Vandersmissen             | PVV         | Rechtstreeks gekozen senator | Hasselt-Tongeren-Maaseik                    | -               | Nederlands | |
| Jozef Van Bree                 | Volksunie   | Rechtstreeks gekozen senator | Hasselt-Tongeren-Maaseik                    | -               | Nederlands | Vervangt vanaf 28 september 1990 de overleden Rik Vandekerckhove. Vandekerckhove was tot aan zijn dood op 4 augustus 1990 voorzitter van de Volksunie-fractie. |
| Elie Deworme                   | PS          | Rechtstreeks gekozen senator | Aarlen-Marche-Bastenaken-Neufchâteau-Virton | -               | Frans      | |
| Guy Lutgen                     | PSC         | Rechtstreeks gekozen senator | Aarlen-Marche-Bastenaken-Neufchâteau-Virton | -               | Frans      | |
| Jean-Baptiste Poulain          | PS          | Rechtstreeks gekozen senator | Namen-Dinant-Philippeville                  | -               | Frans      | |
| Robert Belot                   | PS          | Rechtstreeks gekozen senator | Namen-Dinant-Philippeville                  | -               | Frans      | |
| Amand Dalem                    | PSC         | Rechtstreeks gekozen senator | Namen-Dinant-Philippeville                  | -               | Frans      | |
| Jean Barzin                    | PRL         | Rechtstreeks gekozen senator | Namen-Dinant-Philippeville                  | -               | Frans      | |
| Adhémar Deneir                 | CVP         | Rechtstreeks gekozen senator | Gent-Eeklo                                  | -               | Nederlands | |
| Antoon Van Nevel               | CVP         | Rechtstreeks gekozen senator | Gent-Eeklo                                  | -               | Nederlands | |
| Eric Gryp                      | Agalev      | Rechtstreeks gekozen senator | Gent-Eeklo                                  | -               | Nederlands | |
| Willy Seeuws                   | SP          | Rechtstreeks gekozen senator | Gent-Eeklo                                  | -               | Nederlands | Ondervoorzitter tot 11 oktober 1988 en voorzitter van de SP-fractie vanaf 11 oktober 1988. |
| Jean Pede                      | PVV         | Rechtstreeks gekozen senator | Gent-Eeklo                                  | -               | Nederlands | |
| Bob Van Hooland                | Volksunie   | Rechtstreeks gekozen senator | Gent-Eeklo                                  | -               | Nederlands | |
| Etienne Cooreman               | CVP         | Rechtstreeks gekozen senator | Dendermonde-Sint-Niklaas                    | -               | Nederlands | Voorzitter van de commissie Financiën. |
| Prosper Matthijs               | SP          | Rechtstreeks gekozen senator | Dendermonde-Sint-Niklaas                    | -               | Nederlands | |
| Octaaf Van Den Broeck          | PVV         | Rechtstreeks gekozen senator | Dendermonde-Sint-Niklaas                    | -               | Nederlands | Quaestor. |
| Walter Peeters                 | Volksunie   | Rechtstreeks gekozen senator | Dendermonde-Sint-Niklaas                    | -               | Nederlands | |
| Paula D'Hondt                  | CVP         | Rechtstreeks gekozen senator | Oudenaarde-Aalst                            | -               | Nederlands | |
| Elie Bockstal                  | CVP         | Rechtstreeks gekozen senator | Oudenaarde-Aalst                            | -               | Nederlands | |
| Herman De Loor                 | SP          | Rechtstreeks gekozen senator | Oudenaarde-Aalst                            | -               | Nederlands | |
| Louis Waltniel                 | PVV         | Rechtstreeks gekozen senator | Oudenaarde-Aalst                            | -               | Nederlands | |
| Johan Weyts                    | CVP         | Rechtstreeks gekozen senator | Brugge                                      | -               | Nederlands | |
| Willem Content                 | SP          | Rechtstreeks gekozen senator | Brugge                                      | -               | Nederlands | |
| Julien Vandermarliere          | PVV         | Rechtstreeks gekozen senator | Brugge                                      | -               | Nederlands | |
| Paul Deprez                    | CVP         | Rechtstreeks gekozen senator | Kortrijk-Ieper                              | -               | Nederlands | |
| Eric Pinoie                    | SP          | Rechtstreeks gekozen senator | Kortrijk-Ieper                              | -               | Nederlands | |
| Jacques Laverge                | PVV         | Rechtstreeks gekozen senator | Kortrijk-Ieper                              | -               | Nederlands | |
| Michel Capoen                  | Volksunie   | Rechtstreeks gekozen senator | Kortrijk-Ieper                              | -               | Nederlands | Secretaris vanaf 16 mei 1988. |
| Roger Vannieuwenhuyze          | CVP         | Rechtstreeks gekozen senator | Roeselare-Tielt                             | -               | Nederlands | Secretaris. |
| Robert Vanlerberghe            | SP          | Rechtstreeks gekozen senator | Roeselare-Tielt                             | -               | Nederlands | |
| Maria Tyberghien-Vandenbussche | CVP         | Rechtstreeks gekozen senator | Veurne-Diksmuide-Oostende                   | -               | Nederlands | |
| Georges Mommerency             | SP          | Rechtstreeks gekozen senator | Veurne-Diksmuide-Oostende                   | -               | Nederlands | |
| Magda Aelvoet                  | Agalev      | Provinciaal senator          | -                                           | Antwerpen       | Nederlands | |
| Wim Vermeulen                  | CVP         | Provinciaal senator          | -                                           | Antwerpen       | Nederlands | Vervangt vanaf 8 november 1990 André Bens, die op pensioen gaat. André Bens verving zelf van 21 februari 1989 tot 7 november 1990 Paul Akkermans, die ook op pensioen ging. |
| Aloïs De Backer                | PVV         | Provinciaal senator          | -                                           | Antwerpen       | Nederlands | |
| Lambert Cools                  | SP          | Provinciaal senator          | -                                           | Antwerpen       | Nederlands | Vervangt vanaf 15 februari 1990 Isidore Egelmeers, die rechtstreeks gekozen senator wordt. Egelmeers is quaestor en voorzitter van de commissie Sociale Aangelegenheden. |
| Rob Geeraerts                  | Volksunie   | Provinciaal senator          | -                                           | Antwerpen       | Nederlands | Vervangt vanaf 2 februari 1989 Oktaaf Meyntjens, die burgemeester van Zwijndrecht wordt. |
| Els Van den Bogaert-Ceulemans  | CVP         | Provinciaal senator          | -                                           | Antwerpen       | Nederlands | Vervangt vanaf 10 oktober 1989 Jos Vanroy, die burgemeester van Mechelen wordt. |
| Frans Vanderborght             | CVP         | Provinciaal senator          | -                                           | Antwerpen       | Nederlands | |
| Karel Verschueren              | SP          | Provinciaal senator          | -                                           | Antwerpen       | Nederlands | Vanaf 10 januari 1990 voorzitter van de commissie Ontwikkelingssamenwerking. |
| Alberto Borin                  | PS          | Provinciaal senator          | -                                           | Brabant         | Frans      | |
| Willy Michiels                 | Volksunie   | Provinciaal senator          | -                                           | Brabant         | Nederlands | Vervangt vanaf 12 juli 1991 Hans De Belder, die actief wordt in de diplomatie. Hans De Belder was tot 20 juni 1991 voorzitter van de commissie Buitenlandse Handel. |
| Jean-Pierre de Clippele        | PRL         | Provinciaal senator          | -                                           | Brabant         | Frans      | Ondervoorzitter tot 11 oktober 1988. |
| Claude Desmedt                 | FDF/PPW     | Provinciaal senator          | -                                           | Brabant         | Frans      | |
| Achille Diegenant              | CVP         | Provinciaal senator          | -                                           | Brabant         | Nederlands | |
| Hervé Hasquin                  | PRL         | Provinciaal senator          | -                                           | Brabant         | Frans      | |
| Robert Hotyat                  | PS          | Provinciaal senator          | -                                           | Brabant         | Frans      | |
| Raymond Langendries            | PSC         | Provinciaal senator          | -                                           | Brabant         | Frans      | Voorzitter van de PSC-fractie tot 2 april 1989. |
| Yvan Ottenbourgh               | CVP         | Provinciaal senator          | -                                           | Brabant         | Nederlands | |
| Roger Wierinckx                | PVV         | Provinciaal senator          | -                                           | Brabant         | Nederlands | Vervangt vanaf 4 oktober 1991 de overleden Edgard Peetermans. |
| Maxime Stroobant               | SP          | Provinciaal senator          | -                                           | Brabant         | Nederlands | |
| Georges Anthuenis              | PVV         | Provinciaal senator          | -                                           | Oost-Vlaanderen | Nederlands | |
| Walter Claeys                  | CVP         | Provinciaal senator          | -                                           | Oost-Vlaanderen | Nederlands | |
| Ferdinand De Bondt             | CVP         | Provinciaal senator          | -                                           | Oost-Vlaanderen | Nederlands | |
| André Geens                    | Volksunie   | Provinciaal senator          | -                                           | Oost-Vlaanderen | Nederlands | |
| Paul Pataer                    | SP          | Provinciaal senator          | -                                           | Oost-Vlaanderen | Nederlands | |
| Leonard Quintelier             | CVP         | Provinciaal senator          | -                                           | Oost-Vlaanderen | Nederlands | Vervangt vanaf 27 juni 1991 Clément Prieels, die uit de nationale politiek stapt. |
| Orphale Crucke                 | SP          | Provinciaal senator          | -                                           | Oost-Vlaanderen | Nederlands | |
| Maurice Bourgois               | SP          | Provinciaal senator          | -                                           | West-Vlaanderen | Nederlands | |
| Willy Declerck                 | PVV         | Provinciaal senator          | -                                           | West-Vlaanderen | Nederlands | |
| Ferdinand Ghesquière           | CVP         | Provinciaal senator          | -                                           | West-Vlaanderen | Nederlands | |
| Jan Leclercq                   | SP          | Provinciaal senator          | -                                           | West-Vlaanderen | Nederlands | |
| André Vanhaverbeke             | CVP         | Provinciaal senator          | -                                           | West-Vlaanderen | Nederlands | |
| Claudette Coorens              | PS          | Provinciaal senator          | -                                           | Henegouwen      | Frans      | |
| Daniel Delloy                  | PS          | Provinciaal senator          | -                                           | Henegouwen      | Frans      | |
| Pierre Falise                  | PSC         | Provinciaal senator          | -                                           | Henegouwen      | Frans      | |
| Roger Henneuse                 | PS          | Provinciaal senator          | -                                           | Henegouwen      | Frans      | |
| Freddy Deghilage               | PS          | Provinciaal senator          | -                                           | Henegouwen      | Frans      | Vervangt vanaf 8 juni 1989 Maurice Lafosse, die burgemeester van Bergen wordt. |
| Charles Petitjean              | PRL         | Provinciaal senator          | -                                           | Henegouwen      | Frans      | |
| Laurens Appeltans              | Volksunie   | Provinciaal senator          | -                                           | Limburg         | Nederlands | |
| Alex Arts                      | CVP         | Provinciaal senator          | -                                           | Limburg         | Nederlands | |
| André Kenzeler                 | SP          | Provinciaal senator          | -                                           | Limburg         | Nederlands | |
| Alfred Evers                   | PRL         | Provinciaal senator          | -                                           | Luik            | Frans      | |
| Georges Flagothier             | PSC         | Provinciaal senator          | -                                           | Luik            | Frans      | Quaestor en tot 23 december 1988 voorzitter van de commissie Binnenlandse Aangelegenheden. |
| Guy Mathot                     | PS          | Provinciaal senator          | -                                           | Luik            | Frans      | |
| Henri Mouton                   | PS          | Provinciaal senator          | -                                           | Luik            | Frans      | Secretaris. |
| France Truffaut                | PS          | Provinciaal senator          | -                                           | Luik            | Frans      | |
| Jean Bock                      | PRL         | Provinciaal senator          | -                                           | Luxemburg       | Frans      | Secretaris. |
| Jean-Marie Evrard              | PSC         | Provinciaal senator          | -                                           | Luxemburg       | Frans      | |
| Guy Larcier                    | PS          | Provinciaal senator          | -                                           | Luxemburg       | Frans      | |
| André Bouchat                  | PSC         | Provinciaal senator          | -                                           | Namen           | Frans      | |
| Philippe Mahoux                | PS          | Provinciaal senator          | -                                           | Namen           | Frans      | Vervangt vanaf 30 januari 1990 Jean Leclercq, die de nationale politiek verlaat. |
| Guy Saulmont                   | PRL         | Provinciaal senator          | -                                           | Namen           | Frans      | |
| Patrick Allewaert              | Volksunie   | Gecoöpteerd senator          | -                                           | -               | Nederlands | Vervangt vanaf 30 januari 1991 Frans Baert, die uit de politiek stapt. |
| Maurice Bayenet                | PS          | Gecoöpteerd senator          | -                                           | -               | Frans      | |
| Jeannine Blomme                | PS          | Gecoöpteerd senator          | -                                           | -               | Frans      | |
| Etienne Cerexhe                | PSC         | Gecoöpteerd senator          | -                                           | -               | Frans      | Vanaf 23 december 1988 voorzitter van de commissie Binnenlandse Aangelegenheden. |
| Pierre Clerdent                | PRL         | Gecoöpteerd senator          | -                                           | -               | Frans      | |
| Carlo De Cooman                | CVP         | Gecoöpteerd senator          | -                                           | -               | Nederlands | |
| Yves de Wasseige               | PS          | Gecoöpteerd senator          | -                                           | -               | Frans      | |
| Antoine Duquesne               | PRL         | Gecoöpteerd senator          | -                                           | -               | Frans      | Voorzitter van de commissie Landbouw en Middenstand van 17 mei 1988 tot 20 januari 1990. |
| Bernard Eicher                 | PS          | Gecoöpteerd senator          | -                                           | -               | Frans      | |
| Fred Erdman                    | SP          | Gecoöpteerd senator          | -                                           | -               | Nederlands | |
| Robert Gijs                    | CVP         | Gecoöpteerd senator          | -                                           | -               | Nederlands | Voorzitter van de CVP-fractie. |
| Huberte Hanquet                | PSC         | Gecoöpteerd senator          | -                                           | -               | Frans      | Voorzitter van de commissie Buitenlandse Betrekkingen. |
| Cécile Harnie                  | Agalev      | Gecoöpteerd senator          | -                                           | -               | Nederlands | |
| Robert Henrion                 | PRL         | Gecoöpteerd senator          | -                                           | -               | Frans      | Ondervoorzitter vanaf 11 oktober 1988. |
| Lucienne Herman-Michielsens    | PVV         | Gecoöpteerd senator          | -                                           | -               | Nederlands | Voorzitter van de PVV-fractie en voorzitter van de commissie Volksgezondheid en Leefmilieu. |
| André Holsbeke                 | SP          | Gecoöpteerd senator          | -                                           | -               | Nederlands | |
| Martine Dardenne               | Ecolo       | Gecoöpteerd senator          | -                                           | -               | Frans      | Vervangt vanaf 30 juni 1989 Paul Lannoye, die lid wordt van het Europees Parlement. |
| Edward Leemans                 | CVP         | Gecoöpteerd senator          | -                                           | -               | Nederlands | Voorzitter van de commissie Onderwijs en Wetenschap. |
| Lisette Croes                  | SP          | Gecoöpteerd senator          | -                                           | -               | Nederlands | |
| Charles Minet                  | PS          | Gecoöpteerd senator          | -                                           | -               | Frans      | |
| René Noerens                   | PVV         | Gecoöpteerd senator          | -                                           | -               | Nederlands | |
| Paul Tant                      | CVP         | Gecoöpteerd senator          | -                                           | -               | Nederlands | Vervangt vanaf 11 mei 1989 Max Smeers, die op pensioen gaat. |
| Nora Staels-Dompas             | CVP         | Gecoöpteerd senator          | -                                           | -               | Nederlands | |
| René Swinnen                   | SP          | Gecoöpteerd senator          | -                                           | -               | Nederlands | |
| Herman Van Rompuy              | CVP         | Gecoöpteerd senator          | -                                           | -               | Nederlands | |
| Herman Van Thillo              | PVV         | Gecoöpteerd senator          | -                                           | -               | Nederlands | |
| Albert van België              | -           | Senator van rechtswege       | -                                           | -               | -          | |

## Commissies
Op 23 maart 1988 werd een parlementaire onderzoekscommissie opgericht belast met het onderzoek en de beoordeling van de voorschriften inzake nucleaire veiligheid, de maatregelen ter voorlichting en bescherming van de bevolking en de evacuatievoorzieningen in geval van verhoogde radioactiviteit op het grondgebied van het Rijk.
Op 20 december 1990 werd een parlementaire onderzoekscommissie opgericht belast met het onderzoek van de recente onthullingen over het bestaan in België van een clandestien internationaal inlichtingennetwerk, bekend onder de naam "Gladio".